# Lucy Walker (cineasta)
Lucy Walker é uma cineasta britânica. Foi indicada ao Oscar de melhor documentário de longa-metragem na edição de 2011 pela realização da obra Lixo Extraordinário e ao Oscar de melhor documentário de curta-metragem no ano seguinte por The Tsunami and the Cherry Blossom.